# Vuorelainenit
Vuorelainenit ist ein sehr selten vorkommendes Mineral aus der Gruppe der Spinelle innerhalb der Mineralklasse der „Oxide und Hydroxide“ mit der Endgliedzusammensetzung Mn2+V3+2O4 und damit chemisch gesehen ein Mangan-Vanadium-Oxid.
Vuorelainenit kristallisiert im kubischen Kristallsystem, konnte jedoch bisher nur in mikrokristalliner Form als unvollkommene Kristallite bis etwa 80 μm Größe oder körnige bis derbe Aggregate entlang der Korngrenzen anderer Minerale entdeckt werden. Das Mineral ist undurchsichtig (opak) und zeigt auf den Oberflächen der grauschwarzen, im Auflichtmikroskop auch bräunlichgrau erscheinenden, Körner einen metallischen Glanz. Die Strichfarbe von Vuorelainenit ist dagegen braun.
Vuorelainenit ist das Vanadium-Analogon von Manganochromit (Mn2+Cr3+2O4) und das Mangan-Analogon von Coulsonit. Mit Manganochromit bildet Vuorelainenit eine Mischkristallreihe.

## Etymologie und Geschichte
Entdeckt wurde das Mineral bereits 1963 durch Yrjö Vuorelainen (1922–1988) in einem polymetallischen Erzfeld nahe Outokumpu im Osten Finnlands, wo es zusammen mit dem dort ebenfalls neu entdeckten Karelianit auftrat. Es konnte jedoch durch ihn, J. V. P. Long und Olavi Kouvo nur unvollständig beschrieben werden.
Bei einem weiteren Fund in der Eisenerz-Grube Sätra, einer Pyrit-Pyrrhotit-Lagerstätte vom Fahlband-Typ im Doverstorp Erzfeld bei Finspång in Schweden gelang M. A. Zakrzewski, Ernst A. J. Burke und W. J. Lustenhouwer die vollständige Analyse in Bezug auf chemische Zusammensetzung und Kristallstruktur des Minerals. Die Grube Sätra gilt daher auch als dessen Typlokalität. Zakrzewski, Burke und Lustenhouwer gaben dem Mineral zu Ehren seines Entdeckers den Namen Vuorelainenit. Die Untersuchungsergebnisse und der gewählte Name wurden 1980 zur Prüfung bei der International Mineralogical Association (IMA) eingereicht (interne Eingangs-Nr. IMA 1980-048), die den Vuorelainenit als eigenständige Mineralart anerkannte. Die Publikation der Erstbeschreibung erfolgte 1982 im Wissenschaftsmagazin The Canadian Mineralogist.
Das Typmaterial des Minerals wird im Institut für Geowissenschaften an der Vrije Universiteit Amsterdam (deutsch: Freie Universität Amsterdam) in den Niederlanden unter der Katalog-Nr. 153A4 aufbewahrt.

## Klassifikation
Die strukturelle Klassifikation der IMA zählt den Vuorelainenit zur Spinell-Supergruppe, wo er zusammen mit Chromit, Cochromit, Coulsonit, Cuprospinell, Dellagiustait, Deltalumit, Franklinit, Gahnit, Galaxit, Guit, Hausmannit, Hercynit, Hetaerolith, Jakobsit, Maghemit, Magnesiochromit, Magnesiocoulsonit, Magnesioferrit, Magnetit, Manganochromit, Spinell, Thermaerogenit, Titanomaghemit, Trevorit und Zincochromit die Spinell-Untergruppe innerhalb der Oxispinelle bildet. Ebenfalls in diese Gruppe gehören die nach 2018 beschriebenen Oxispinelle Chihmingit und Chukochenit sowie der Nichromit, dessen Name von der CNMNC der IMA noch nicht anerkannt worden ist.
In der zuletzt 1977 aktualisierten 8. Auflage der Mineralsystematik nach Strunz ist der Vuorelainenit noch nicht verzeichnet.
Die bis 2001 von der IMA aktualisierte 9. Auflage der Strunz’schen Mineralsystematik ordnet den Vuorelainenit ebenfalls in die Abteilung der Oxide mit Stoffmengenverhältnis „Metall : Sauerstoff = 3 : 4 und vergleichbare“ ein. Diese ist weiter unterteilt nach der relativen Größe der beteiligten Kationen, sodass das Mineral entsprechend seiner Zusammensetzung in der Unterabteilung „Mit ausschließlich mittelgroßen Kationen“ zu finden ist, wo es zusammen mit Brunogeierit, Chromit, Cochromit, Coulsonit, Cuprospinell, Filipstadit, Franklinit, Gahnit, Galaxit, Hercynit, Jakobsit, Magnesiochromit, Magnesiocoulsonit, Magnesioferrit, Magnetit, Manganochromit, Nichromit (N), Qandilit, Spinell, Trevorit, Ulvöspinell und Zincochromit die „Spinellgruppe“ mit der System-Nr. 4.BB.05 bildet.
Auch die vorwiegend im englischen Sprachraum gebräuchliche Systematik der Minerale nach Dana ordnet den Vuorelainenit in die Klasse der „Oxide und Hydroxide“ und dort in die Abteilung „Mehrfache Oxide“ ein. Hier ist er zusammen mit Coulsonit und Magnesiocoulsonit in der „Vanadium-Untergruppe“ mit der System-Nr. 07.02.04 innerhalb der Unterabteilung „Mehrfache Oxide (A+B2+)2X4, Spinellgruppe“ zu finden.

## Chemismus
Die reine Verbindung Mn2+V3+2O4 besteht aus 24,88 Gew.-% Mangan (Mn), 46,14 Gew.-% Vanadium (V) und 28,98 Gew.-% Sauerstoff (O). Die analysierten Proben aus der Typlokalität Sätra enthielten zusätzlich einen bedeutenden Anteil an Cr2O3 zwischen 4,7 und 30,6 %, was auf die Mischkristallbildung mit Manganochromit zurückzuführen ist. Zusätzlich konnten geringe Fremdbeimengungen an Titan, Aluminium, Eisen und Zink nachgewiesen werden. Auf der Basis von vier Sauerstoffatomen errechnet sich damit die empirische Zusammensetzung zu (Mn0.83Fe0.18Zn0.02Mg0.01)Σ=1.04(V1.41Cr0.57)Σ=1.98O4.
Die resultierende vereinfachte Zusammensetzung lautet entsprechend (Mn2+,Fe2+)(V3+,Cr3+)2O4, wobei die in den runden Klammern angegebenen Elemente Mangan und Eisen beziehungsweise Vanadium und Chrom sich in der Formel jeweils gegenseitig vertreten (Substitution, Diadochie) können, jedoch immer im selben Mengenverhältnis zu den anderen Bestandteilen des Minerals stehen.

## Kristallstruktur
Vuorelainenit kristallisiert kubisch in der Spinellstruktur mit der Raumgruppe Fd3m (Raumgruppen-Nr. 227), dem Gitterparameter a = 8,48 Å sowie 8 Formeleinheiten pro Elementarzelle.

## Bildung und Fundorte
Vuorelainenit bildet sich in metamorphisierten Eisensulfid-Lagerstätten, findet sich aber auch in Quarzit-Schiefern. Als Begleitminerale können je nach Fundort unter anderem Pyrrhotin, Rutil, Pyrophanit, manganhaltiger Sphalerit, Chalkopyrit, Alabandin, Eskolait, Karelianit, Schreyerit, Olkhonskit auftreten.
Vuorelainenit gehört zu den sehr selten Mineralbildungen und konnte daher nur in wenigen Proben aus bisher weniger als 10 bekannten Fundorten entdeckt werden (Stand 2018). Seine Typlokalität, die Eisenerz-Grube Sätra ist dabei der bisher einzige bekannte Fundort in Schweden. Auch in Finnland fand sich das Mineral außer an seinem ersten Fundort, dem polymetallischen Erzfeld nahe Outokumpu, nur noch in der Erzlagerstätte Vihanti in der Maakunta (Landschaft) Nordösterbotten.
Weitere bekannte Fundorte sind die Mine de Coustou in der Gemeinde Vielle Aure im Vallée d’Aure im französischen Département Hautes-Pyrénées, die Gruben Komatsu bei Hannō auf Honshū und Kurase bei Saijō auf Shikoku in Japan sowie der Berg Kaskasnjuntschorr (Каскаснюнчорр, englisch Kaskasnyunchorr) in den Chibinen auf der Halbinsel Kola und am Olkhon-Engpass (englisch Ol'khonskiye Vorota) nahe dem Baikalsee in der Oblast Irkutsk in Russland.